# Сарнофф, Артур
Артур Сарнофф (англ. Arthur Sarnoff; 1912—2000) — американский художник-иллюстратор. Он состоял в Обществе иллюстраторов и выставлял свои работы в Национальной академии дизайна.

## Биография
Сарнофф учился на художника в нью-йоркской школе Grand Central School of Art у Джона Климера (John Clymer) и Эндрю Уайета. Он известен своими работами в жанре пинап, иллюстрациями статей в журналах, а также коммерческой иллюстрацией для Karo Syrup, Dextrose, Lucky Strike, Coors, Camay, Sal Hepatica, Listerine, Vick’s Vapo Rub, Meds и Ipana. Сарнофф сотрудничал с такими журналами, как «McCall's», «American Weekly», «Collier’s», «Woman’s Home Companion», «Redbook», «The American Magazine», «Cosmopolitan», «Esquire» и «Good Housekeeping».
Художник умер в 2000 году в Бока-Ратоне (Флорида).

## Известные работы
Его работа «The Hustler» стала бестселлером 50-х.
В 1987 году иллюстрация художника с изображением двух клоунов и собаки была использована для обложки альбома Locust Abortion Technician американской группы Butthole Surfers.
Сарнофф также писал портреты знаменитостей, например Боба Хоупа и Джона Кеннеди.
Его самая известная работа — изображение собак, играющих в пул под названием «Джек-Потрошитель» (Jack the Ripper).

## Личная жизнь
У Сарноффа от брака с Лилиан Сарнофф было две дочери, Сьюзан и Линда.